# 安年科夫島
54°29′S 37°4′W / 54.483°S 37.067°W

安年科夫島位於南喬治亞島以西

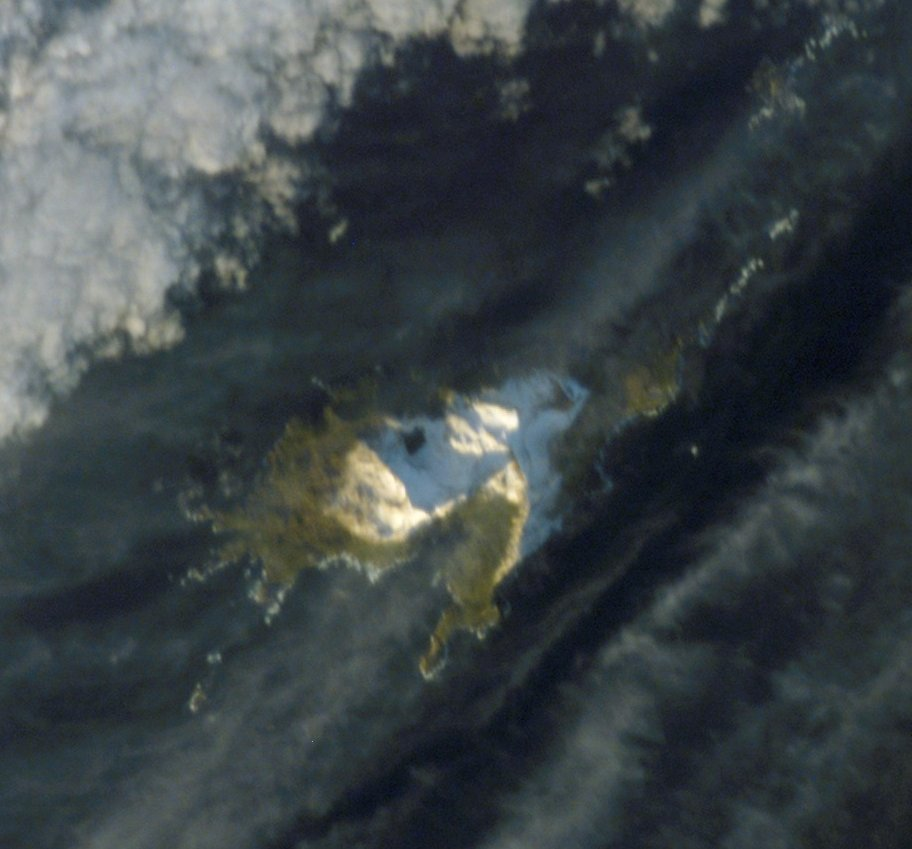
安年科夫島衛星圖

安年科夫島是大西洋的島嶼，屬於南喬治亞群島的一部分，長6.6公里、寬4.2公里，面積14.93平方公里，最高點海拔高度650米，由英國探險家詹姆斯·庫克在1775年1月20日發現，島上無人居住。